# Jeney Erzsébet
Jeney Erzsébet (Budapest, 1965. augusztus 4. –) magyar rádiós szerkesztő, médiaszakember, karnagy, tanár.
Jeney Lajos építész leánya.

## Élete
1985-től a Budapesti Ifjúsági Énekkar korrepetitora. 1987-ben diplomázott a Liszt Ferenc Zeneművészeti Főiskola debreceni tagozatán szolfézs-zeneelmélet-karvezetés szakon. 1987-88-ig a II. kerületi Zeneiskola szolfézs-zeneelmélet tanára, a Magyar Rádió külső munkatársa. 1988-tól a Magyar Rádió zenei szerkesztője. 1998-2003-ig Zenei Szerkesztőség vezető-helyettese. Dolgozott a Kossuth és a Petőfi adó műsoraiban, szerkesztette a 30 perc alatt a Föld körül című népszerű külpolitikai magazin zenéit. Rádiós tudósításai külföldi zenei és kulturális fesztiválokról: Hollandia, Észak-Ciprus, 2005-Kijev-Euroviziós Dalfesztivál. 
Ösztöndíjas tanulmányúton Svédországban, Finnországban, és a Konrad-Adenauer Stiftung által szervezett németországi tanulmányúton vett részt. 2010-ig az MR2 Petőfi Rádióban az Eleven című, EBU koncerteket bemutató műsor szerkesztője, az Akusztik című műsor zenei rendezője. 2010–2015. június 30. a Magyar Rádió Nonprofit Zrt. programszerkesztője, majd 2014-től programfőszerkesztője. 2015. július 1-től a Duna Médiaszolgáltató Nonprofit Zrt. kiemelt szerkesztője. Számos zenei zsűri tagja (Hangfoglalás, A Dal, Eurovíziós Dalfesztivál stb.) 1998-tól 2001-ig az esztergomi Vitéz János Római Katolikus Tanítóképző Főiskola Kommunikáció Elmélet, 2002-től pedig a Nyugat-Magyarországi Egyetem média szakának meghívott előadója. 
2000. okt.–2001. jan. részt vett az Egri Katolikus Rádió beindításában, a zenei szerkesztői stáb felállításában, oktatásában. 2006-ban ugyanitt (már Szt. István Rádió) meghívott előadó a szakmai továbbképzésen. 2005-től 2010-ig a Magyar Katolikus Rádió külsős munkatársa. 2000-től 2015-ig az EBU (Európai Műsorsugárzók Uniója) magyarországi rádiós könnyűzenei referense. A Eurosonic Munkacsoport magyar képviselőjeként 15 évig delegált magyar együtteseket a groningeni Eurosonic Fesztiválra. Színházakban is dolgozott, legfontosabb munkája a Vígszínház Össztánc c. előadásának zenei szerkesztése. A Nemzetközi Gospel Zenei Fesztivál alapítója, főszervezője.
2018 januárjától a Solymári Hagyományőrző Asszonykórus karnagya.

## Nemzetközi rádiós aktivitás
Az EBU-Eurosonic és az EBU Key Users munkacsoport választott tisztségviselője 2017.-ig. A holland Serious Request projekt szakmai workshopjának együttműködő partnere, a 4. Nemzetközi Rádió Fesztivál meghívott előadója -Svájc, Zürich, Schloss Sihlberg, az Európai Zenei Fesztiválok EBU magyar partnere. A hollandiai Eurosonic fesztiválra magyar együttesek delegálása a Petőfi, majd az MR2 Petőfi Rádió színeiben. A Eurosonic-Noorderslag konferenciák és panelek résztvevője. Akadémiai Masterclass képzést teljesített Genfben a Digital Media Literacy témakörben. A Eurovision Academy kurzusainak résztvevője (Visual Radio – Prága, New Radio Day – Leuven)

## Szakmai elismerések
- 1989 MR elnöki jutalom (Kossuth reggeli műsor zenei arculata)
- 2002 MR Elnöki Nívódíj (Gospel műsor hazai elindítása)
- 2004 MR Elnöki Nívódíj (EU Csatlakozás-napi monstre körkapcsolásos koncert)

## Családja
Édesapja Jeney Lajos DLA, Ybl díjas építész, a Nevelési központok magyarországi létrehozója. Édesanyja Jeney Lajosné, Horváth Erzsébet építész-szerkesztő. Férje Varga György Pál (2015-ig). Gyermeke: Varga Márton Benedek  (1997) Testvére: Jeney Attila (1968-) történész. 